# Big Hoops (Bigger the Better)
Singles de Nelly Furtado
Is Anybody Out There
(2012) The Spirit Indestructible
(2012)
Big Hoops (Bigger the Better) est une chanson de la chanteuse canadienne de pop Nelly Furtado issue de son cinquième album studio, The Spirit Indestructible prévu pour septembre 2012. Le titre chanté en anglais est le premier single de l'album. Produit par Rodney « Darkchild » Jerkins, le single est sorti le 17 avril 2012 sur les plateformes de téléchargement digital.

## Genèse
Après avoir révélé qu'elle avait l'intention de sortir son cinquième album studio à l'été 2012, Furtado dévoile sur son compte YouTube officiel que le premier single sortira en avril 2012. Elle a révélé sur son Twitter quelques jours plus tard que le nouveau single se nommera Big Hoops (Bigger the Better) et que le morceau sera produit par Rodney Jerkins.

## Composition
Big Hoops (Bigger the Better) a été écrit par Nelly Furtado et Rodney Jerkins et a été produit par Jerkins,. Le morceau a des tendances de musique urbaine accompagné d'un beat hip-hop, des percussions en piquées et une voix de la chanteuse qui utilise l'Auto-Tune,.

## Accueil

### Accueil critique

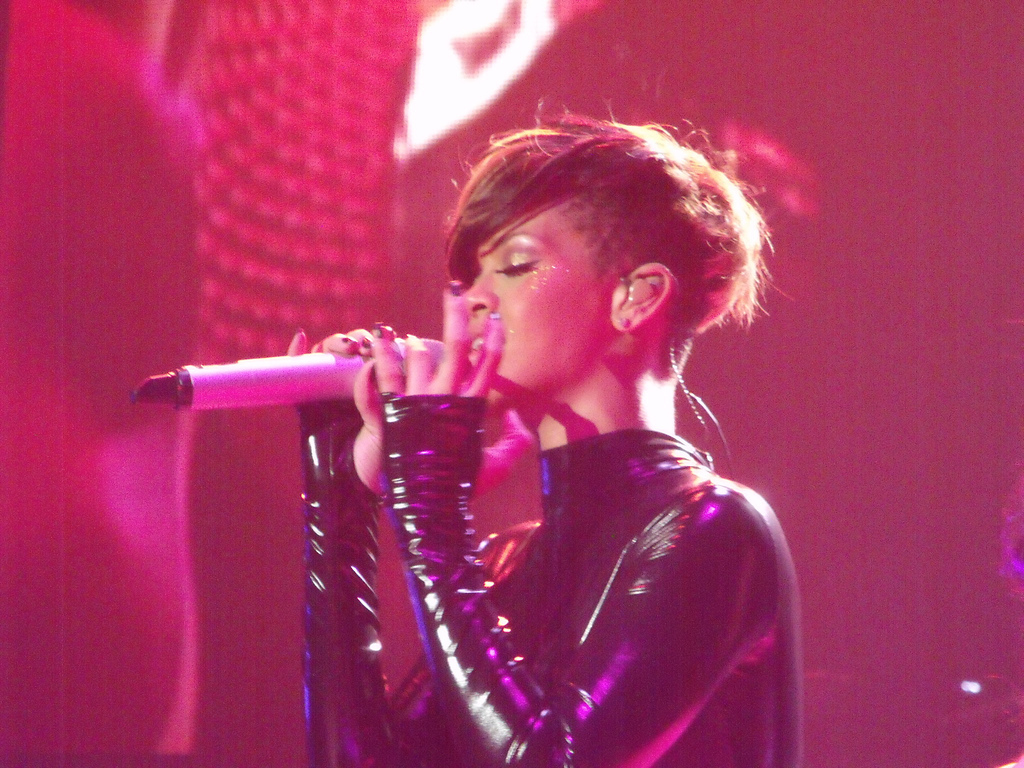
Beaucoup de critiques comparent la voix de Furtado à l'artiste barbadienne Rihanna,,.

La chanson a reçu un accueil critique mitigé. Bill Lamb de About.com a donné à la chanson 4.5 étoiles sur 5, expliquant la voix de l'artiste « solide et sexy » se mélangeant avec une basse grondante, la qualifiant d'irrésistible et écrit : « Big Hoops (Bigger the Better) vise directement la musique de Rihanna et elle le fait encore mieux. Nelly Furtado et le producteur Rodney Jerkins sont des vétérans de l'industrie musicale, et l'expérience le montre ici. Basse grondante, voix Swagger de Nelly Furtado, tambour imposant et basse qui clôt la chanson fera vibrer toute piste de danse ». Melinda Newman de HitFix a écrit : « C'est une petite chansonnette qui n'a pas assez d'un crochet pour se frayer un chemin dans les charts, mais elle le fera probablement très bien dans les clubs ».
Un examen plus mitigé est venu de Robbie Daw du blog musical Idolator, qui a critiqué « Inutile chanson Rihanna-esque ». Jessica Sager à partir de Crush Pop a donné une note de 0,5 étoiles sur 5, en comparant sa voix à un « enfant qui pleure à travers un tube en carton »
. Elle ajoute également que « Furtado veut s'écarter de Loose, mais elle n'a rien à dire au-delà de s'habiller. [...] Le rythme n'est pas assez fort pour faire danser les gens ».

### Performance dans les hits-parades
Le titre n'a guère fait de vagues à ses débuts dans les hits-parades, la faute à l'absence de promotion. Le 21 avril 2012, le single entre à la 46e place en Belgique dans le classement Ultratip. Il entre également la même semaine dans le Canadian Hot 100 à la 60e position. Le single entre à la 81e position dans le Single Top 100 aux Pays-Bas.

## Clip vidéo
Sur Twitter, Nelly Furtado a promis trois clips pour illustrer son morceau.

## Listes de pistes
Téléchargement digital
| No | Titre                         | Durée |
| -- | ----------------------------- | ----- |
| 1. | Big Hoops (Bigger the Better) | 3:52  |

## Classement hebdomadaire
| Classement                      | Meilleure position |
| ------------------------------- | ------------------ |
| Belgique (Flandre Ultratip 100) | 5                  |
| Belgique (Wallonie Ultratip 50) | 8                  |
| Canada (Hot 100)                | 28                 |
| Écosse (OCC)                    | 22                 |
| États-Unis (Pop Airplay)        | 40                 |
| Pays-Bas (Single Top 100)       | 46                 |
| Royaume-Uni (UK Singles Chart)  | 14                 |

## Historique de sortie
| Pays        | Date          | Format                                  |
| ----------- | ------------- | --------------------------------------- |
| France      | 16 avril 2012 | Diffusion radio                         |
| États-Unis  | 17 avril 2012 | Diffusion radio, téléchargement digital |
| Allemagne   | 18 mai 2012   | CD single                               |
| Royaume-Uni | 3 juin 2012   | Téléchargement digital                  |